# Jonna Mendes
Jonna Mendes, ameriška alpska smučarka, * 31. marec 1979, Santa Cruz, Kalifornija, ZDA.
V dveh nastopih na olimpijskih igrah je najboljšo uvrstitev dosegla leta 2002 z enajstim mestom v smuku. Na Svetovnem prvenstvu 2003 je osvojila srebrno medaljo v superveleslalomu in šesto mesto v smuku, še dvakrat se je uvrstila v deseterico na svetovnih prvenstvih. V svetovnem pokalu je tekmovala deset sezon med letoma 1997 in 2006. V skupnem seštevku svetovnega pokala je bila najvišje na 25. mestu leta 2003.